# 엥겔베르크역
엥겔베르크역(Engelberg)은 스위스 옵발덴주 엥겔베르크에 있는 역이다. 이 역은 첸트랄반 철도 회사가 소유하고 있는 루체른-슈탕스-엥겔베르크선의 종착역이다.

## 운행
단렌빌에서 정차하는 서비스는 다음과 같다.
- 인터레기오 루체른-엥겔베르크 익스프레스: 루체른역까지 매시간 운행